# Michael Green (theoloog)
Michael Green (Shenington, 20 augustus 1930 - Oxford, 6 februari 2019) was een Brits theoloog. Hij was een van de gezichten van de evangelische stroming binnen de Anglicaanse Kerk en schreef tientallen boeken over evangelisatie en apologetiek.

## Levensloop
Greens vader kwam uit Australië, zijn moeder uit Wales. Hij studeerde aan Exeter College, onderdeel van de Universiteit van Oxford en aan Queens' College dat deel uitmaakt van de Universiteit van Cambridge. Hij werd in 1957 aangesteld als Anglicaans priester. In dat jaar ging hij ook aan de slag als hulpprediker in een kerk in Eastbourne. Vervolgens was hij leraar aan het London College of Divinty (1960-69), hoofd van St John's College in Nottingham (1969-75) en studentenpredikant in Oxford (1975-1986). Hij verhuisde daarna naar Canada waar hij een aanstelling kreeg als hoogleraar aan Regent College in Vancouver, met als specialisatie evangelisatie en zending. Na zijn terugkeer in Engeland werd hij adviseur van de aartsbisschop van Canterbury en de aartsbisschop van York op het terrein van evangelisatie. Ondanks het feit dat hij in 1996 officieel met pensioen ging verbond hij zich aan het theologische instituut Wycliffe Hall in Oxford.
Green was een veelschrijver. Met een deel van zijn boeken richtte hij zich op het grote publieke, hoewel hij ook bijdroeg aan academische studies. Zijn bekendste werken gaan over evangelisatie en apologetiek. Een van zijn doelen was om christenen te leren om de boodschap van het evangelie te delen met anderen. In zijn academische studies ging hij onder andere in op de vraag hoe evangelisatie vorm kreeg in de tijd van het Nieuwe Testament en onder de vroege kerkvaders. 
In zijn apologetische werken behandelde Green veelvoorkomende vooroordelen onder andersdenkenden over het christelijk geloof. Ook schreef hij bijvoorbeeld over hypocrisie binnen de kerk, religieus pluralisme en geloofstwijfel. In boeken over geloofstoerusting legde hij de nadruk op het belang dat predikanten niet alleen, maar in een team samenwerken.
Green was niet bang om heilige huisjes om ver te duwen. Zo noemde hij in 2005 de gereformeerde theologie "zondige theologie", omdat "allerlei tradities in de kerk zijn ingevoerd die niet in de Bijbel staan". Green stelde dat gereformeerde theologen zich in interne discussies over die kwesties verloren "terwijl de massa verloren gaat".

## Persoonlijk
Samen met zijn vrouw Rosemary had Green vier kinderen.